# Bois de l'Aboujagane

Le bois de l'Aboujagane est une forêt canadienne située au sud-est du Nouveau-Brunswick.
Du point de vue canadien, c'est une petite forêt, mesurant environ 1 000 km2.

## Géographie
L'Aboujagane est un quartier de Beaubassin-Est, situé au centre de cette forêt. La forêt comprend en gros un territoire délimité au nord par le détroit de Northumberland, à l'est par le cap Tourmentin, au sud-est par le marais de Tantramar, au sud par le massif de la colline Coppermine, au sud-ouest par la vallée de Memramcook et à l'ouest par Scoudouc.
La forêt mesure environ 60 kilomètres de long et pas plus de 20 kilomètres de large. Elle est délimitée à l'ouest par Memramcook et Scoudouc et s'étend jusqu'au cap Tourmentin, à l'est. La partie au nord de la forêt a été défrichée pour laisser place aux villes et villages de Shédiac, Cap-Pelé, Pointe-du-Chêne et Beaubassin-Est. Au sud-est s'étend le marais de Tantramar.
C'est une région de basses terres, sauf à l'extrémité sud-ouest, où s'élève le massif du cap Maringouin.

### Massifs annexes
- Le bois des Grandes Buttes, à l'ouest, séparé par l'autoroute.
- Le bois des environs de Scoudouc, au nord-ouest, séparé par Scoudouc.
- Le bois du cap Maringouin, au sud-ouest.

## Histoire
Avant la colonisation acadienne de la fin du XVIIe siècle, la plupart du territoire de ce qui allait devenir le Nouveau-Brunswick était couvert d'une seule forêt, la Grande Forêt ou le Grand Bois ou simplement le Bois. De cette époque jusqu'à nos jours, les différentes vagues de colonisation dans toutes les régions de la province ont morcelé cette forêt, formant quelques massifs plus petits, principalement au sud, tandis que la Grande Forêt est restée plus ou moins intacte au centre et au nord-ouest de la province.